# Casa del Fascio (Como)
Casa del Fascio (pol. Dom Faszystów), także Palazzo Terragni – historyczny budynek we włoskim Como wzniesiony w latach 1932-1936.

## Historia
Znajdująca się w Como we Włoszech Casa del Fascio była lokalną siedzibą partii faszystowskiej. Powstała w 1936 roku, zaprojektowana przez Giuseppe Terragniego. Budynek początkowo stanowił biuro Narodowej Partii Faszystowskiej, a po II wojnie światowej był użytkowany przez Komitet Wyzwolenia Narodowego (wł. Comitato di Liberazione Nazionale). Od 1957 r. stanowi siedzibę włoskiego Korpusu Straży Skarbowej (wł. Guardia di Finanza). Ze względu na wartość historyczną i artystyczną budynek wpisano na listę Nadzoru Archeologii, Sztuk Pięknych i Krajobrazu w 1986 roku.

## Architektura

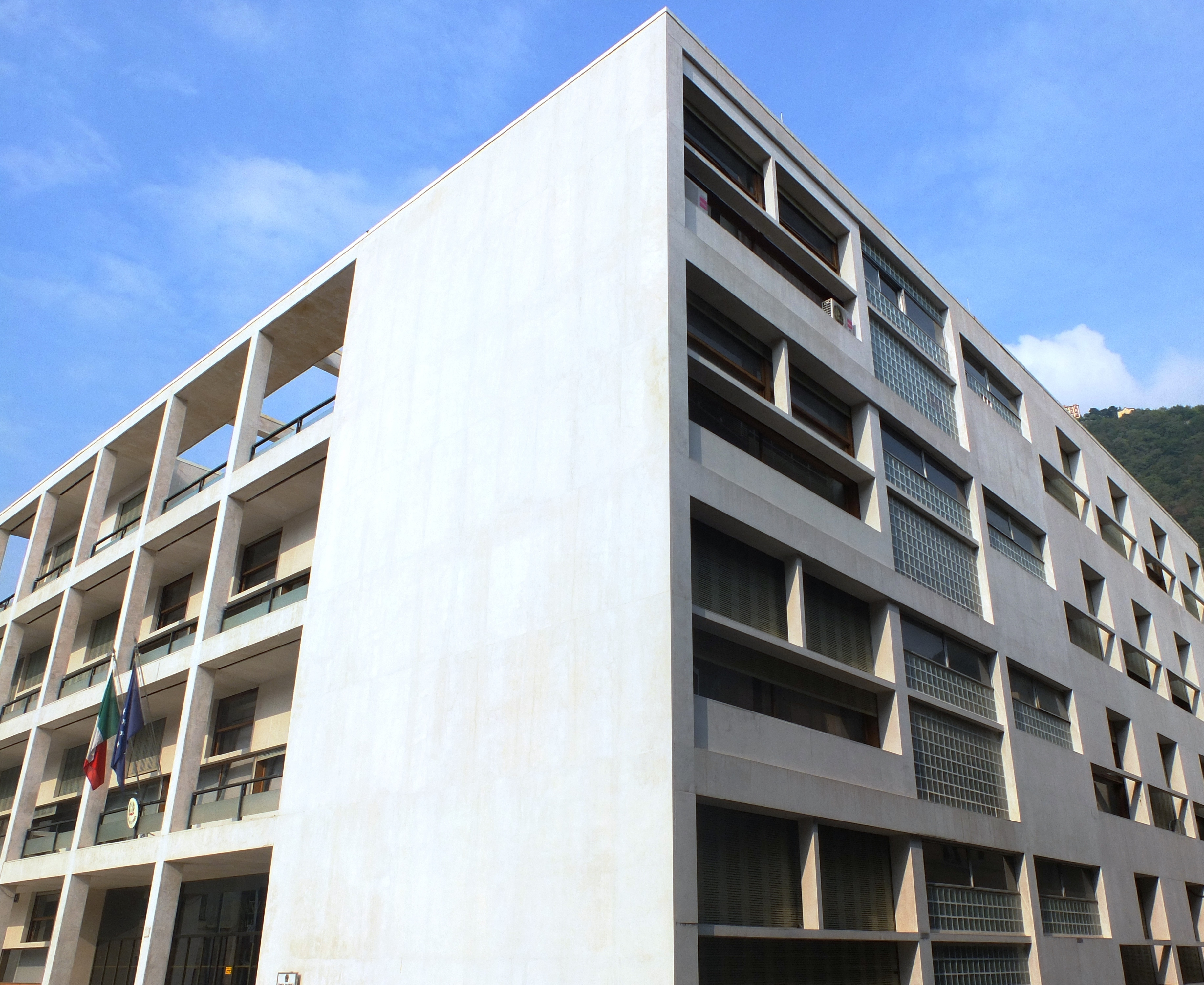
Dom Faszystów od strony narożnej.

Architektura budynku opiera się na racjonalnej geometrii. Budynek utworzony jest na planie kwadratu o boku 33,2 m, a wysokość elewacji wynosi połowę boku podstawy (16,6 m). Architekt nawiązał w architekturze budynku do tradycyjnego domu atrialnego w Como oraz do pałacu renesansowego. Podziały elewacji w postaci słupów oraz belek nawiązują do portyku kolumnowego. Monumentalizm budynku podkreśla cokół. 
Fasada budynku miała symbolizować transparentność struktur państwowych zgodnie z przekonaniem Mussoliniego, że  „faszyzm ma być szklanym domem, do którego każdy może zajrzeć”.